# 日野江城
32°39′36.04″N 130°15′9.97″E / 32.6600111°N 130.2527694°E
日野江城（ひのえじょう）位于于肥前国高来郡有间庄（长崎县南岛原市北有马町戊谷川名）。其也被记作日之江城、火之江城、日之枝城。是国家级历史遗蹟。

## 概要
日野江城位於島原鐵道線北有馬站（已廢站）北部的小山丘上。南边有马川流过，东边有大手川流经。地界是在西北方配置三之丸、在东方配置二之丸以及在中央的山顶上配置了本丸的连郭式平山城。
自平成7年（1995年）到平成12年（2000年）为止共进行了4次发掘调查。其间出土了除了安土城以外看不到的直线台阶，结合了海外技术的石组，加上了金箔的瓦。能窥知其与先进的丰臣政权有着密切的关系。
现在遗迹能确认石垣·空堀。

## 变迁
镰仓时代前期的建保年间（1213年-1219年）统领高来郡的藤原经澄所筑。经澄在藤原北家以藤原纯友的子孙（等同于平氏）筑城的时候以有间为姓，後来改称有马。
有马氏最开始只不过是岛原半岛南部的一个势力，贵纯当家时，有马氏压制了半岛内的其他势力而成长为战国大名。贵纯以日野江城的支城为由建造了原城。晴纯当家时有马氏的版图到达了最大，一直成长到领21万石为止。然後，作为後盾的大内氏灭亡，有马氏之后受到龙造寺氏的压迫。第13代当主晴信成为了天主教大名而在城下建设（葡萄牙语:神学院，此为日本的历史用语），反过来破坏寺院和神社作为城的建筑木材。前面所说的发掘调查出的遗迹是晴信时代的东西。
江户时代初期晴信领有4万石，日野江城成为了岛原藩的藩厅。可是，庆长17年（1612年）晴信因为冈本大八事件遭连坐罪在甲斐国切腹自杀。後嗣的嫡子直纯在庆长19年（1614年）被移封到日向国延冈城，有马氏告别了这座约400年的城。
有马氏离开後直到元和2年（1616年）松仓重政入城前为止的时间里该城成为了幕府直辖领地。在此期间由锅岛氏、大村氏、松浦氏这些肥前的大名分担城的警戒。可是，松仓氏入封後，对日野江城觉得不便而新建岛原城，日野江城废城从此退出历史舞台。
昭和57年（1982年）7月3日，被认定为国家级历史遗迹。自平成7年（1995年）到平成12年（2000年）进行了发掘调查。平成18年（2006年）初城地的约3成左右被损坏的事调查清楚了。这个是进行了合并前的北有马町打算把城地公园化为樱花名胜的时候损坏了，现在，还剩下对现状进行修复的课题。